# MacKenzie Weegar
MacKenzie Weegar (* 7. Januar 1994 in Ottawa, Ontario) ist ein kanadischer Eishockeyspieler, der seit Juli 2022 bei den Calgary Flames aus der National Hockey League unter Vertrag steht. Zuvor verbrachte der Verteidiger acht Jahre in der Organisation der Florida Panthers.

## Karriere

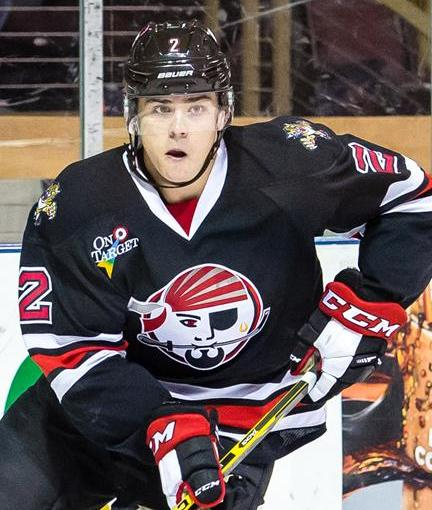
Weegar im Trikot der Portland Pirates (2016)

MacKenzie Weegar spielte in seiner Jugend unter anderem für die Winchester Hawks und die Nepean Raiders in unterklassigen Juniorenligen seiner Heimatprovinz Ontario, ohne von Teams der Ontario Hockey League berücksichtigt zu werden. In der Folge schloss er sich im Sommer 2012 den Halifax Mooseheads aus der Ligue de hockey junior majeur du Québec (LHJMQ) an, um fortan trotzdem auf höchstem Junioren-Niveau aktiv sein zu können. Als Rookie kam der Verteidiger in der LHJMQ auf 44 Scorerpunkte sowie auf die ligaweit beste Plus/Minus-Statistik von +55, sodass er ins LHJMQ All-Rookie Team gewählt wurde. Unterdessen gewann er mit den Mooseheads die Playoffs um die Coupe du Président sowie wenig später auch den prestigeträchtigen Memorial Cup, bevor er im NHL Entry Draft 2013 an 206. Position von den Florida Panthers ausgewählt wurde. Vorerst kehrte der Kanadier allerdings für ein weiteres Jahr nach Halifax zurück, in dem er seine persönliche Statistik abermals steigerte und ins LHJMQ Second All-Star Team berufen wurde.
Anschließend unterzeichnete Weegar im Mai 2014 einen Einstiegsvertrag bei den Florida Panthers. Diese setzten den Abwehrspieler in der Spielzeit 2014/15 vorerst bei ihren Farmteams ein, den San Antonio Rampage aus der American Hockey League (AHL) sowie den Cincinnati Cyclones aus der drittklassigen ECHL. In der Folge steigerte er seine Leistungen von Jahr zu Jahr, während die Panthers jeweils ihr AHL-Farmteam wechselten, sodass er 2015/16 für die Portland Pirates sowie 2016/17 für die Springfield Thunderbirds auflief. Im April 2017 gab Weegar schließlich sein Debüt für Florida in der National Hockey League (NHL), bevor er seinen Vertrag mit den Panthers im August 2017 um ein Jahr verlängerte. Mit Beginn der Spielzeit 2017/18 etablierte sich der Kanadier im NHL-Aufgebot Floridas und kommt dort seither regelmäßig zum Einsatz.
Im November 2020 unterzeichnete Weegar einen neuen Dreijahresvertrag in Florida, der ihm ein durchschnittliches Jahresgehalt von 3,25 Millionen US-Dollar einbringen soll. Vor Ablauf dessen wurde er allerdings im Juli 2022 samt Jonathan Huberdeau, Cole Schwindt sowie einem Erstrunden-Wahlrecht im NHL Entry Draft 2025 an die Calgary Flames abgegeben, wofür die Panthers Matthew Tkachuk sowie ein zusätzliches Viertrunden-Wahlrecht im gleichen Draft erhielten. Das Erstrunden-Wahlrecht ist „lottery protected“, verschiebt sich also um ein Jahr nach hinten, falls Florida die Draft-Lotterie gewinnen sollte. Wenig später statteten ihn die Flames im Oktober 2022 mit einem neuen Achtjahresvertrag aus, der ein Gesamtvolumen von 50 Millionen US-Dollar haben soll.

### International
Für sein Heimatland debütierte Weegar im Rahmen der Weltmeisterschaft 2023 in Finnland und Lettland. Dabei gewann er mit der Mannschaft die Goldmedaille, wozu der Verteidiger in zehn Turnierspielen elf Scorerpunkte beisteuerte. Damit war er nicht nur punktbester Spieler des kanadischen Weltmeisterkaders, sondern auch punktbester Abwehrspieler des Turniers. Folglich wurde er als bester Defensivspieler der Welttitelkämpfe ausgezeichnet und ins All-Star-Team berufen. Anschließend war er Bestandteil des Kaders bei der Weltmeisterschaft 2025.

## Erfolge und Auszeichnungen
| - 2013 Coupe-du-Président-Gewinn mit den Halifax Mooseheads - 2013 LHJMQ All-Rookie Team - 2013 Memorial-Cup-Gewinn mit den Halifax Mooseheads | - 2014 LHJMQ Second All-Star Team - 2017 Teilnahme am AHL All-Star Classic |

### International
- 2023 Goldmedaille bei der Weltmeisterschaft
- 2023 Bester Verteidiger der Weltmeisterschaft
- 2023 All-Star-Team der Weltmeisterschaft

## Karrierestatistik
Stand: Ende der Saison 2024/25

### International
Vertrat Kanada bei:
- Weltmeisterschaft 2023
- Weltmeisterschaft 2025

(Legende zur Spielerstatistik: Sp oder GP = absolvierte Spiele; T oder G = erzielte Tore; V oder A = erzielte Assists; Pkt oder Pts = erzielte Scorerpunkte; SM oder PIM = erhaltene Strafminuten; +/− = Plus/Minus-Bilanz; PP = erzielte Überzahltore; SH = erzielte Unterzahltore; GW = erzielte Siegtore; 1 Play-downs/Relegation; Kursiv: Statistik nicht vollständig)

## Familie
Sein Onkel Craig Rivet war ebenfalls Eishockeyspieler und absolvierte knapp 1000 Spiele in der NHL.